# 中喜薬品
中喜薬品株式会社（なかきやくひん）は、愛知県名古屋市京町に本社を置く主に医薬品・医療機器の卸売りを扱う企業であった。現在は東邦薬品の「株式会社葦の会」の一社「中北薬品」である。京都の「井筒屋」の系統の旧家である。創業は明治。創業者は中島喜兵衛は「中北薬品」の取締役に就任した。店舗は中喜ファーマシーとなっている。

## 概要
- 代表取締役社長 中島喜久夫

## 沿革
- 昭和25年6月「中喜薬品株式会社」設立
- 昭和39年9月「中北薬品株式会社」に卸部門を合併